# Listă de filme americane din 1915

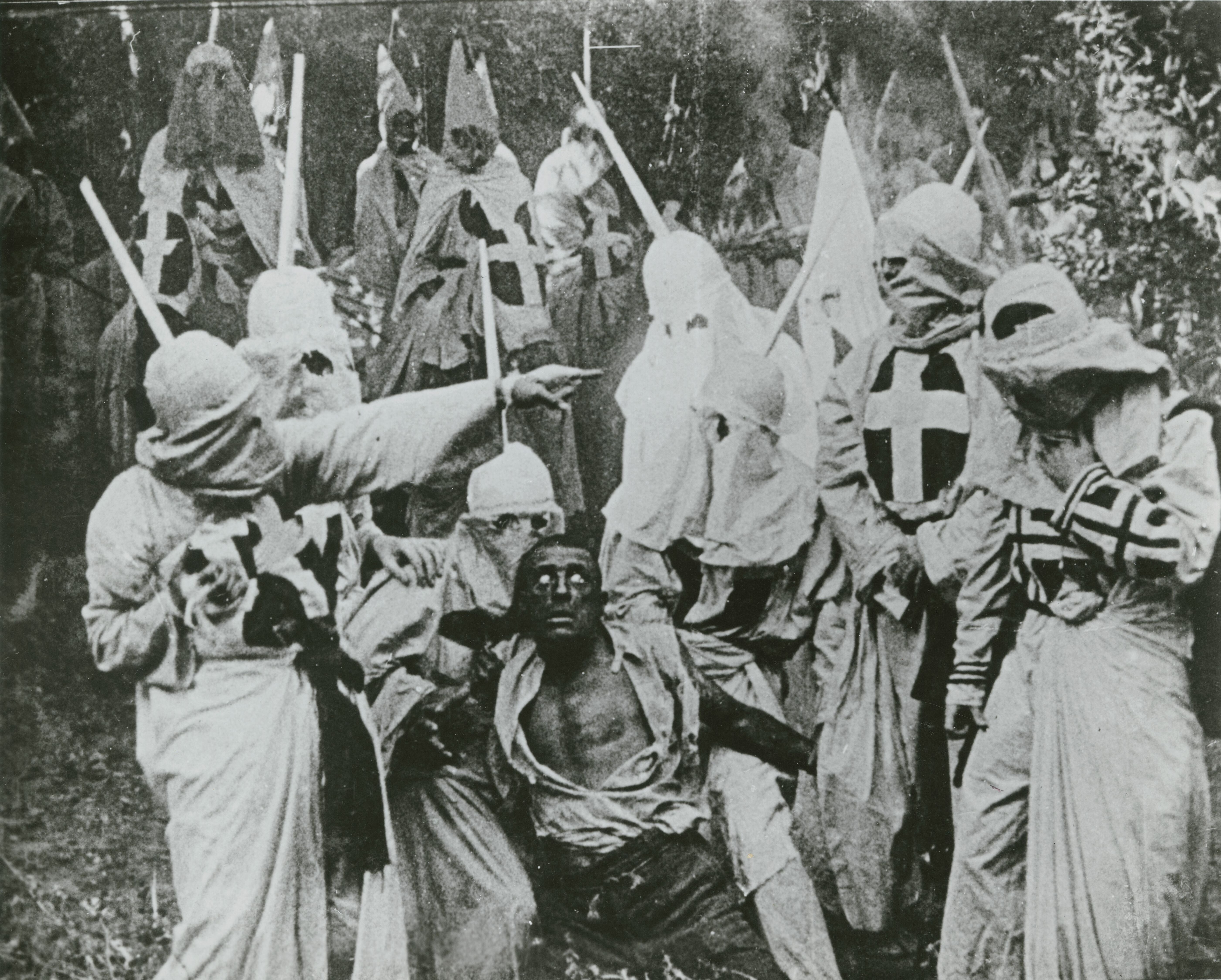
Nașterea unei națiuni

Aceasta este o listă de filme americane din 1915:

## Lungmetraje
| Titlu                                         | Regizor                           | Distribuție                                            | Gen               | Studio         |
| --------------------------------------------- | --------------------------------- | ------------------------------------------------------ | ----------------- | -------------- |
| The Absentee                                  | Christy Cabanne                   | Robert Edeson, Olga Grey                               | Dramă             | Mutual Film    |
| After Dark                                    | Frederick A. Thomson              | Alec B. Francis, Eric Maxon                            | Crimă             | World Film     |
| After Five                                    | Cecil B. DeMille                  | Edward Abeles, Sessue Hayakawa                         | Comedie           | Paramount      |
| Alias Jimmy Valentine                         | Maurice Tourneur                  | Robert warwick, Alec B. Francis                        | Crimă             | World Film     |
| The Alster Case                               | J. Charles Haydon                 | Bryant Washburn, Ruth Stonehouse                       | Mister            | Essanay        |
| Always in the Way                             | J. Searle Dawley                  | Mary Miles Minter, Lowell Sherman                      | Dramă             | Metro          |
| An Affair of Three Nations                    | Ashley Miller                     | Arnold Daly, Sheldon Lewis                             | Mister            | Pathé Exchange |
| Anna Karenina                                 | J. Gordon Edwards                 | Betty Nansen and Edward José                           | Istoric, dramă    | Fox Film       |
| Anselo Lee                                    | Harry Handworth                   | Antonio Moreno, Naomi Childers                         | Dramă             | Vitagraph      |
| The Apaches of Paris                          | Robert Ellis                      | Edna Hibbard, Robert Ellis                             | Dramă             | Kalem          |
| The Arab                                      | Cecil B. DeMille                  | Edgar Selwyn, Horace B. Carpenter                      | Aventură          | Paramount      |
| Are You a Mason?                              | Thomas N. Heffron                 | John Barrymore, Helen Freeman                          | Comedie           | Paramount      |
| Armstrong's Wife                              | George Melford                    | Edna Goodrich, Thomas Meighan, James Cruze             | Dramă             | Paramount      |
| At Bay                                        | George Fitzmaurice                | Florence Reed, Frank Sheridan                          | Dramă             | Pathé Exchange |
| Barbara Frietchie                             | Herbert Blaché                    | Mary Miles Minter, Fraunie Fraunholz                   | Dramă             | Metro          |
| The Barnstormers                              | James W. Horne                    | Myrtle Tannehill, Marin Sais                           | Comedie           | Kalem          |
| The Battle Cry of Peace                       | Wilfrid North, J. Stuart Blackton | Charles Richman, Norma Talmadge, Charles Kent          | Război, dramă     | Vitagraph      |
| The Beachcomber                               | Phil Rosen                        | Hobart Bosworth                                        | Dramă             | Paramount      |
| Bella Donna                                   | Edwin S. Porter, Hugh Ford        | Pauline Frederick, Thomas Holding, Julian L'Estrange   | Dramă             | Paramount      |
| The Beloved Vagabond                          | Edward José                       | Edwin Arden, Florence Deshon                           | Romantic          | Pathé Exchange |
| Betty in Search of a Thrill                   | Phillips Smalley, Lois Weber      | Elsie Janis, Owen Moore, Juanita Hansen                | Aventură          | Paramount      |
| Between Men                                   | William S. Hart                   | William S. Hart, Enid Markey, House Peters             | Dramă             | Triangle Film  |
| The Bigger Man                                | John W. Noble                     | Henry Kolker, Renee Kelly                              | Dramă             | Fox Film       |
| The Birth of a Nation (Nașterea unei națiuni) | D. W. Griffith                    | Lillian Gish, Mae Marsh, Henry B. Walthall             | Epic              | Independent    |
| Black Fear                                    | John W. Noble                     | Grace Valentine, Franklyn Hanna                        | Dramă             | Metro          |
| A Black Sheep                                 | Thomas N. Heffron                 | Otis Harlan, Grace Darmond                             | Comedie           | Selig          |
| Blackbirds                                    | J. P. McGowan                     | Laura Hope Crews, Thomas Meighan, Raymond Hatton       | Dramă             | Paramount      |
| Blindness of Devotion                         | J. Gordon Edwards                 | Robert B. Mantell, Stuart Holmes                       | Dramă             | Fox Film       |
| The Blindness of Virtue                       | Joseph Byron Totten               | Bryant Washburn, Edna Mayo                             | Dramă             | Essanay        |
| Body and Soul                                 | George Irving                     | Florence Rockwell, George Irving                       | Dramă             | World Film     |
| The Boss                                      | Emile Chautard                    | Holbrook Blinn, Alice Brady                            | Dramă             | World Film     |
| The Broken Law                                | Oscar Apfel                       | William Farnum, Dorothy Bernard                        | Dramă             | Fox Film       |
| Buckshot John                                 | Hobart Bosworth                   | Courtenay Foote, Herbert Standing                      | Western           | Paramount      |
| Business Is Business                          | Otis Turner                       | Nat C. Goodwin, Jack Nelson, Maude George              | Dramă             | Universal      |
| A Butterfly on the Wheel                      | Maurice Tourneur                  | Holbrook Blinn, Vivian Martin                          | Dramă             | World Film     |
| The Buzzard's Shadow                          | Thomas Ricketts                   | Harold Lockwood, May Allison                           | Dramă             | Mutual Film    |
| Camille                                       | Albert Capellani                  | Clara Kimball Young, Paul Capellani                    | Dramă             | World Film     |
| The Caprices of Kitty                         | Phillips Smalley                  | Elsie Janis, Courtenay Foote, Herbert Standing         | Comedie           | Paramount      |
| Captain Courtesy                              | Phillips Smalley, Lois Weber      | Dustin Farnum, Courtenay Foote, Winifred Kingston      | Dramă             | Paramount      |
| Captiv                                        | Cecil B. DeMille                  | Blanche Sweet, House Peters                            | Istoric           | Paramount      |
| Carmen                                        | Cecil B. DeMille                  | Geraldine Farrar, Wallace Reid                         | Aventură          | Paramount      |
| Carmen                                        | Raoul Walsh                       | Theda Bara                                             | Aventură          | Fox Film       |
| The Carpet from Bagdad                        | Colin Campbell                    | Kathlyn Williams, Wheeler Oakman, Guy Oliver           | Aventură          | Selig          |
| The Case of Becky                             | Frank Reicher                     | Blanche Sweet, Theodore Roberts, Carlyle Blackwell     | Dramă             | Paramount      |
| The Caveman                                   | Theodore Marston                  | Robert Edeson, Charles Eldridge                        | Comedie           | Vitagraph      |
| The Celebrated Scandal                        | J. Gordon Edwards                 | Betty Nansen, Edward José, Stuart Holmes               | Dramă             | Fox Film       |
| The Chalice of Courage                        | Rollin S. Sturgeon                | Myrtle Gonzalez, Otto Lederer                          | Dramă             | Vitagraph      |
| The Cheat                                     | Cecil B. DeMille                  | Fannie ward, Sessue Hayakawa                           | Dramă             | Paramount      |
| Children of the Ghetto                        | Frank Powell                      | Wilton Lackaye, Ruby Hoffman                           | Dramă             | Fox Film       |
| Chimmie Fadden                                | Cecil B. DeMille                  | Victor Moore, Raymond Hatton                           | Comedie western   | Paramount      |
| Chimmie Fadden Out West                       | Cecil B. DeMille                  | Victor Moore, Raymond Hatton                           | Comedie, Western  | Paramount      |
| The Chorus Lady                               | Frank Reicher                     | Cleo Ridgely, Marjorie Daw                             | Comedie           | Paramount      |
| Christmas Memories                            | Robert Z. Leonard                 | Ella Hall, Marc B. Robbins                             | Dramă             | Universal      |
| The Circular Staircase                        | Edward LeSaint                    | Eugenie Besserer, Guy Oliver, Stella Razeto            | Mister            | Selig          |
| The Clemenceau Case                           | Herbert Brenon                    | Theda Bara, Stuart Holmes                              | Dramă             | Fox Film       |
| The Closing Net                               | Edward José                       | Howard Estabrook, Madlaine Traverse                    | Crimă             | Pathé Exchange |
| The Clue                                      | Frank Reicher                     | Blanche Sweet, Sessue Hayakawa                         | Dramă             | Paramount      |
| Cohen's Luck                                  | John H. Collins                   | William Wadsworth, Viola Dana                          | Comedie           | Edison         |
| The College Orphan                            | William C. Dowlan                 | Carter DeHaven, Flora Parker DeHaven                   | Comedie           | Universal      |
| Colorado                                      | Norval MacGregor                  | Hobart Bosworth, Anna Lehr                             | Western           | Universal      |
| The Commanding Officer                        | Allan Dwan                        | Alice Dovey, Donald Crisp, Marshall Neilan             | Dramă             | Paramount      |
| The Commuters                                 | George Fitzmaurice                | Irene Fenwick, Charles Judels                          | Comedie           | Edison         |
| Comrade John                                  | Bertram Bracken                   | Ruth Roland, Lew Cody                                  | Dramă             | Pathé Exchange |
| Conscience                                    | Stuart Paton                      | William Welsh, Frances Nelson                          | Dramă             | Universal      |
| Cora                                          | Edwin Carewe                      | Emily Stevens, Frank Elliott                           | Dramă             | Metro          |
| Coral                                         | Henry MacRae                      | Marie Walcamp, Wellington A. Playter                   | Dramă             | Universal      |
| The Country Boy                               | Frederick A. Thomson              | Marshall Neilan, Loyola O'Connor                       | Comedie           | Paramount      |
| Courtmartialed                                | Stuart Paton                      | Hobart Henley, Frances Nelson                          | Dramă             | Universal      |
| The Coward                                    | Reginald Barker                   | Charles Ray, Frank Keenan, Gertrude Claire             | Istoric           | Triangle Film  |
| The Cowardly Way                              | John Ince                         | Florence Reed, Ferdinand Tidmarsh                      | Dramă             | World Film     |
| The Cowboy and the Lady                       | Edwin Carewe                      | Gertrude Short, Helen Case                             | Western           | Metro          |
| The Crimson Wing                              | E.H. Calvert                      | Ruth Stonehouse, Beverly Bayne                         | Război            | Essanay        |
| Crooky                                        | C.J. Williams                     | Anna Laughlin, Harry T. Morey                          | Comedie           | Vitagraph      |
| Cross Currents                                | Francis J. Grandon                | Helen ware, Courtenay Foote                            | Dramă             | Triangle Film  |
| The Crown Prince's Double                     | Van Dyke Brooke                   | Maurice Costello, Norma Talmadge                       | Dramă             | Vitagraph      |
| The Cub                                       | Maurice Tourneur                  | Johnny Hines, Martha Hedman                            | Comedie           | World Film     |
| The Cup of Life                               | Thomas H. Ince                    | Bessie Barriscale, Enid Markey, Charles Ray            | Dramă             | Mutual Film    |
| The Dancing Girl                              | Allan Dwan                        | Florence Reed, Fuller Mellish                          | Dramă             | Paramount      |
| The Darkening Trail                           | William S. Hart                   | William S. Hart, Enid Markey                           | Dramă             | Mutual Film    |
| A Daughter of the City                        | E.H. Calvert                      | Marguerite Clayton, E.H. Calvert                       | Dramă             | Essanay        |
| David Harum                                   | Allan Dwan                        | William H. Crane, May Allison                          | Comedie romantică | Paramount      |
| The Dawn of a Tomorrow                        | James Kirkwood Sr.                | Mary Pickford, David Powell                            | Dramă             | Paramount      |
| The Deep Purple                               | James Young                       | Clara Kimball Young, Milton Sills                      | Dramă             | World Film     |
| The Despoiler                                 | Reginald Barker                   | Frank Keenan, Enid Markey, Charles K. French           | Război            | Triangle Film  |
| Destiny                                       | Edwin Carewe                      | Emily Stevens, Fred Stone                              | Dramă             | Metro          |
| The Destroying Angel                          | Richard Ridgely                   | Mabel Trunnelle, Marc McDermott                        | Dramă             | Edison         |
| Destruction                                   | Will S. Davis                     | Theda Bara, warner Oland                               | Dramă             | Fox Film       |
| The Devil's Daughter                          | Frank Powell                      | Theda Bara, Jane Lee                                   | Dramă             | Fox Film       |
| The Dictator                                  | Edwin S. Porter                   | John Barrymore, Ruby Hoffman                           | Comedie           | Paramount      |
| The Disciple                                  | William S. Hart                   | William S. Hart, Dorothy Dalton                        | Western           | Triangle Film  |
| Don Quixote                                   | Edward Dillon                     | DeWolf Hopper Sr., Fay Tincher                         | Dramă             | Triangle Film  |
| Double Trouble                                | Christy Cabanne                   | Douglas Fairbanks, Margery Wilson                      | Comedie           | Triangle Film  |
| Dr. Rameau                                    | Will S. Davis                     | Stuart Holmes, Dorothy Bernard                         | Dramă             | Fox Film       |
| The Dust of Egypt                             | George D. Baker                   | Antonio Moreno, Edith Storey                           | Comedie           | Vitagraph      |
| The Earl of Pawtucket                         | Harry Myers                       | Lawrence D'Orsay, Rosemary Theby                       | Comedie           | Universal      |
| The Edge of the Abyss                         | Walter Edwards                    | Mary Boland, Robert McKim                              | Dramă             | Triangle Film  |
| Emmy of Stork's Nest                          | William Nigh                      | Mary Miles Minter, Niles Welch                         | Dramă             | Metro          |
| An Enemy to Society                           | Edgar Jones                       | Lois Meredith, Henry Bergman                           | Dramă             | Metro          |
| Enoch Arden                                   | Christy Cabanne                   | Alfred Paget, Lillian Gish                             | Dramă             | Mutual Film    |
| The Eternal City                              | Edwin S. Porter, Hugh Ford        | Pauline Frederick, Thomas Holding                      | Dramă             | Paramount      |
| The Explorer                                  | George Melford                    | Lou Tellegen, Tom Forman, Dorothy Davenport            | Aventură          | Paramount      |
| An Eye for an Eye                             | William Desmond Taylor            | Neva Gerber, William Desmond Taylor                    | Dramă             | Pathé Exchange |
| The Face in the Moonlight                     | Albert Capellani                  | Robert warwick, Montagu Love                           | Dramă             | World Film     |
| The Fairy and the Waif                        | George Irving                     | Mary Miles Minter, Percy Helton                        | Dramă             | World Film     |
| The Family Cupboard                           | Frank Hall Crane                  | Holbrook Blinn, Frances Nelson                         | Dramă             | World Film     |
| The Family Stain                              | Will S. Davis                     | Mayme Kelso, Walter Miller                             | Mister            | Fox Film       |
| Fanchon, the Cricket                          | James Kirkwood                    | Mary Pickford, Jack Standing, Lottie Pickford          | Dramă             | Paramount      |
| The Fatal Card                                | James Kirkwood                    | John B. Mason, Hazel Dawn                              | Dramă             | Paramount      |
| Father and the Boys                           | Joseph De Grasse                  | Digby Bell, Louise Lovely, Lon Chaney                  | Comedie           | Universal      |
| Fatherhood                                    | Hobart Bosworth                   | Hobart Bosworth, Jack Hoxie                            | Western           | Universal      |
| Fighting Bob                                  | John W. Noble                     | Orrin Johnson, Olive Wyndham                           | Dramă             | Metro          |
| The Fighting Hope                             | George Melford                    | George Gebhardt, Laura Hope Crews                      | Dramă             | Paramount      |
| The Final Judgment                            | Edwin Carewe                      | Ethel Barrymore, Mahlon Hamilton                       | Dramă             | Metro          |
| The Flaming Sword                             | Edwin Middleton                   | Lionel Barrymore, Jane Grey                            | Dramă             | Metro          |
| The Flash of an Emerald                       | Albert Capellani                  | Robert warwick, Julia Stuart                           | Dramă             | World Film     |
| A Fool There Was                              | Frank Powell                      | Theda Bara, Edward Jose                                | Dramă             | Fox Film       |
| The Foundling                                 | Alan Dwan                         | Mary Pickford, Edward Martindel                        | Dramă             | Paramount      |
| Four Feathers                                 | J. Searle Dawley                  | Edgar L. Davenport, Fuller Mellish                     | Dramă             | Metro          |
| The Frame-Up                                  | Otis Turner                       | George Fawcett, Maude George                           | Dramă             | Universal      |
| From the Valley of the Missing                | Frank Powell                      | Vivian Tobin, William Bailey                           | Crimă             | Fox Film       |
| The Galley Slave                              | J. Gordon Edwards                 | Theda Bara, Stuart Holmes                              | Dramă             | Fox Film       |
| Gambier's Advocate                            | James Kirkwood Sr.                | Hazel Dawn, Fuller Mellish                             | Dramă             | Paramount      |
| Garden of Lies                                | Jack Pratt                        | Jane Cowl, William Russell                             | Dramă             | Universal      |
| The Gentleman from Indiana                    | Frank Lloyd                       | Dustin Farnum, Winifred Kingston, Herbert Standing     | Dramă             | Paramount      |
| A Gentleman of Leisure                        | George Melford                    | Wallace Eddinger, Sydney Deane                         | Comedie           | Paramount      |
| Ghosts                                        | George Nichols                    | Henry B. Walthall, Mary Alden                          | Dramă             | Mutual Film    |
| A Gilded Fool                                 | Edgar Lewis                       | William Farnum, Harry Spingler                         | Comedie           | Fox Film       |
| The Girl from His Town                        | Harry A. Pollard                  | Margarita Fischer, Beatrice Van                        | Dramă             | Mutual Film    |
| The Girl I Left Behind Me                     | Lloyd B. Carleton                 | Robert Edeson, Stuart Holmes                           | Western           | Fox Film       |
| The Girl of the Golden West                   | Cecil B. DeMille                  | Mabel Van Buren, Theodore Roberts, Anita King          | Western           | Paramount      |
| A Girl of Yesterday                           | Allan Dwan                        | Mary Pickford, Jack Pickford                           | Comedie           | Paramount      |
| Gladiola                                      | John H. Collins                   | Viola Dana, Charles Sutton                             | Dramă             | Edison         |
| The Goddess                                   | Ralph Ince                        | Anita Stewart, Earle Williams                          | Dramă             | Vitagraph      |
| The Golden Chance                             | Cecil B. DeMille                  | Cleo Ridgely, Wallace Reid                             | Dramă             | Paramount      |
| The Golden Claw                               | Reginald Barker                   | Bessie Barriscale, Wedgwood Nowell                     | Dramă             | Triangle Film  |
| The Goose Girl                                | Frederick A. Thomson              | Marguerite Clark, Monroe Salisbury                     | Dramă             | Paramount      |
| The Governor's Lady                           | George Melford                    | May Allison, Theodore Roberts                          | Dramă             | Paramount      |
| Graustark                                     | Fred E. Wright                    | Francis X. Bushman, Beverly Bayne, Edna Mayo           | Aventură          | Essanay        |
| The Gray Mask                                 | Frank Hall Crane                  | Edwin Arden, Barbara Tennant                           | Crimă             | World Film     |
| The Great Divide                              | Edgar Lewis                       | Ethel Clayton, House Peters                            | Western           | Lubin          |
| Greater Love Hath No Man                      | Herbert Blaché                    | Crauford Kent, Mabel Wright                            | Dramă             | Metro          |
| The Greater Will                              | Harley Knoles                     | Cyril Maude, Lois Meredith, Montagu Love               | Dramă             | Pathé Exchange |
| Gretna Green                                  | Thomas N. Heffron                 | Marguerite Clark, Arthur Hoops                         | Comedie romantică | Paramount      |
| The Heart of Jennifer                         | James Kirkwood Sr.                | Hazel Dawn, James Kirkwood Sr.                         | Dramă             | Paramount      |
| The Heart of Lincoln                          | Francis Ford                      | William Quinn, Grace Cunard                            | Istoric           | Universal      |
| The Heart of Maryland                         | Herbert Brenon                    | Caroline Louise Dudley, J. Farrell MacDonald           | Dramă             | Metro          |
| The Heart of a Painted Woman                  | Alice Guy                         | Olga Petrova, Mahlon Hamilton                          | Dramă             | Metro          |
| The Heart of the Blue Ridge                   | James Young                       | Clara Kimball Young, Chester Barnett                   | Dramă             | World Film     |
| Hearts and the Highway                        | Wilfrid North                     | Lillian Walker, Charles Kent                           | Istoric           | Vitagraph      |
| Hearts in Exile                               | James Young                       | Clara Kimball Young, Montagu Love                      | Dramă             | World Film     |
| The Heights of Hazard                         | Harry Lambart                     | Eleanor Woodruff, Charles Richman, Charles Kent        | Dramă             | Vitagraph      |
| Helene of the North                           | J. Searle Dawley                  | Marguerite Clark, Elliott Dexter, Conway Tearle        | Dramă             | Paramount      |
| Help Wanted                                   | Hobart Bosworth                   | Lillian Elliott, Adele Farrington                      | Dramă             | Paramount      |
| Her Great Match                               | René Plaissetty                   | Gail Kane, Vernon Steele                               | Dramă             | Metro          |
| Her Mother's Secret                           | Frederick A. Thomson              | Ralph Kellard, Dorothy Green                           | Dramă             | Fox Film       |
| Her Own Way                                   | Herbert Blaché                    | Florence Reed, Clarissa Selwynne                       | Dramă             | Metro          |
| Heritage                                      | Robert Z. Leonard                 | Ella Hall, Allan Forrest, Anna Lehr                    | Dramă             | Universal      |
| The High Road                                 | John W. Noble                     | Valli Valli, Frank Elliott                             | Dramă             | Metro          |
| His Wife                                      | George Foster Platt               | Holmes Herbert, Theodore von Eltz                      | Dramă             | World Film     |
| The House of Fear                             | Ashley Miller                     | Sheldon Lewis, Jeanne Eagels                           | Mister            | Pathé Exchange |
| The House of Tears                            | Edwin Carewe                      | Emily Stevens, Madge Tyrone                            | Dramă             | Metro          |
| The House of a Thousand Candles               | Thomas N. Heffron                 | Harry Mestayer, Grace Darmond                          | Mister            | Selig          |
| The House of a Thousand Scandals              | Tom Ricketts                      | Harold Lockwood, May Allison                           | Dramă             | Mutual Film    |
| The House of the Lost Court                   | Charles Brabin                    | Duncan McRae, Viola Dana                               | Dramă             | Paramount      |
| The Hypocrites                                | Lois Weber                        | Courtenay Foote, Myrtle Stedman, Herbert Standing      | Dramă             | Paramount      |
| I'm Glad My Boy Grew Up to Be a Soldier       | Frank Beal                        | Harry Mestayer, Eugenie Besserer                       | Dramă             | Selig          |
| The Immigrant                                 | George Melford                    | Valeska Suratt, Thomas Meighan                         | Dramă             | Paramount      |
| The Impostor                                  | Albert Capellani                  | Alec B. Francis, Edward Kimball                        | Dramă             | World Film     |
| In the Palace of the King                     | Fred E. Wright                    | Richard Travers, Arline Hackett                        | Dramă             | Essanay        |
| Infatuation                                   | Harry A. Pollard                  | Margarita Fischer, Joseph Singleton                    | Dramă             | Mutual Film    |
| Inspiration                                   | George Foster Platt               | Audrey Munson, Thomas A. Curran                        | Dramă             | Mutual Film    |
| The Iron Strain                               | Reginald Barker                   | Dustin Farnum, Enid Markey                             | Action            | Triangle Film  |
| The Island of Regeneration                    | Harry Davenport                   | Edith Storey, Antonio Moreno                           | Drana             | Vitagraph      |
| The Italian                                   | Reginald Barker                   | George Beban, Clara Williams                           | Dramă             | Paramount      |
| It's No Laughing Matter                       | Lois Weber                        | Macklyn Arbuckle, Myrtle Stedman                       | Comedie           | Paramount      |
| The Ivory Snuff Box                           | Maurice Tourneur                  | Holbrook Blinn, Norman Trevor                          | Mister            | World Film     |
| Jane                                          | Frank Lloyd                       | Charlotte Greenwood, Myrtle Stedman, Forrest Stanley   | Comedie           | Paramount      |
| Jewel                                         | Phillips Smalley, Lois Weber      | Ella Hall, Rupert Julian                               | Dramă             | Universal      |
| Jim the Penman                                | Edwin S. Porter                   | John B. Mason, Harold Lockwood                         | Crimă             | Paramount      |
| John Glayde's Honor                           | George Irving                     | C. Aubrey Smith, Mary Lawton                           | Dramă             | Pathé Exchange |
| Jordan Is a Hard Road                         | Allan Dwan                        | Dorothy Gish, Frank Campeau,                           | Dramă             | Triangle Film  |
| Judge Not                                     | Robert Z. Leonard                 | Julia Dean, Harry Carter                               | Dramă             | Universal      |
| Judy Forgot                                   | T. Hayes Hunter                   | Marie Cahill, Sam Hardy                                | Comedie           | Universal      |
| The Juggernaut                                | Ralph Ince                        | Anita Stewart, Earle Williams                          | Dramă             | Vitagraph      |
| Just Jim                                      | O.A.C. Lund                       | Harry Carey, Duke Worne                                | Dramă             | Universal      |
| Kilmeny                                       | Oscar Apfel                       | Lenore Ulric, William Desmond, Herbert Standing        | Dramă             | Paramount      |
| Kindling                                      | Cecil B. DeMille                  | Charlotte Walker, Thomas Meighan, Raymond Hatton       | Dramă             | Paramount      |
| The Kreutzer Sonata                           | Herbert Brenon                    | Nance O'Neil, Theda Bara                               | Dramă             | Fox Film       |
| Lady Audley's Secret                          | Marshall Farnum                   | Theda Bara, Riley Hatch                                | Dramă             | Fox Film       |
| The Lamb                                      | Christy Cabanne                   | Douglas Fairbanks Sr., Seena Owen                      | Western           | Triangle Film  |
| The Lily and the Rose                         | Paul Powell                       | Lillian Gish, Wilfred Lucas                            | Dramă             | Triangle Film  |
| A Little Brother of the Rich                  | Otis Turner                       | Hobart Bosworth, Jane Novak                            | Dramă             | Universal      |
| The Little Dutch Girl                         | Emile Chautard                    | Vivian Martin, Chester Barnett                         | Dramă             | World Film     |
| The Little Gypsy                              | Oscar Apfel                       | Dorothy Bernard, Thurlow Bergen                        | Dramă             | Fox Film       |
| Little Pal                                    | James Kirkwood Sr.                | Mary Pickford, Russell Bassett                         | Dramă             | Paramount      |
| The Long Chance                               | Edward LeSaint                    | Frank Keenan, Stella Razeto                            | Western           | Universal      |
| Lord John in New York                         | Edward LeSaint                    | William Garwood, Stella Razetto                        | Mister            | Universal      |
| The Love Route                                | Allan Dwan                        | Harold Lockwood, Winifred Kingston, Donald Crisp       | Western           | Paramount      |
| The Luring Lights                             | Robert G. Vignola                 | Stella Hoban, Helen Lindroth                           | Dramă             | Kalem          |
| Lydia Gilmore                                 | Hugh Ford, Edwin S. Porter        | Pauline Frederick, Vincent Serrano, Thomas Holding     | Dramă             | Paramount      |
| Madame Butterfly                              | Sidney Olcott                     | Mary Pickford, Marshall Neilan                         | Dramă             | Paramount      |
| The Majesty of the Law                        | Julia Crawford Ivers              | George Fawcett, Jane Wolfe                             | Dramă             | Paramount      |
| The Making Over of Geoffrey Manning           | Harry Davenport                   | Harry T. Morey, Eulalie Jensen                         | Dramă             | Vitagraph      |
| The Man Trail                                 | E.H. Calvert                      | Richard Travers, Ernest Maupain                        | Dramă             | Essanay        |
| The Man of Shame                              | Harry Myers                       | Wilton Lackaye, Rosemary Theby                         | Dramă             | Universal      |
| The Man Who Couldn't Beat God                 | Maurice Costello, Robert Gaillard | Naomi Childers, Charles Eldridge                       | Dramă             | Vitagraph      |
| The Man Who Found Himself                     | Frank Hall Crane                  | Robert warwick, Arline Pretty                          | Crimă             | World Film     |
| The Marble Heart                              | George Lessey                     | King Baggot, Jane Fearnley                             | Dramă             | Universal      |
| The Marriage of Kitty                         | George Melford                    | Fannie ward, Cleo Ridgely                              | Comedie           | Paramount      |
| Marrying Money                                | James Young                       | Clara Kimball Young, Chester Barnett                   | Comedie           | World Film     |
| Marse Covington                               | Edwin Carewe                      | Edward Connelly, Louise Huff                           | Dramă             | Metro          |
| Martyrs of the Alamo                          | Christy Cabanne                   | Sam De Grasse, Walter Long                             | Istoric           | Triangle Film  |
| The Masqueraders                              | James Kirkwood, Sr.               | Hazel Dawn, Elliott Dexter                             | Dramă             | Paramount      |
| The Master Hand                               | Harley Knoles                     | Nat C. Goodwin, Clarissa Selwynne                      | Dramă             | World Film     |
| The Mating                                    | Raymond B. West                   | Bessie Barriscale, Lew Cody                            | Dramă             | Mutual Film    |
| May Blossom                                   | Allan Dwan                        | Russell Bassett, Donald Crisp, Marshall Neilan         | Dramă             | Paramount      |
| Mignon                                        | William Nigh                      | Beatriz Michelena, House Peters                        | Dramă             | World Film     |
| Mistress Nell                                 | James Kirkwood Sr.                | Mary Pickford, Owen Moore                              | Istoric           | Paramount      |
| The Money Master                              | George Fitzmaurice                | Frank Sheridan, Calvin Thomas                          | Dramă             | Edison         |
| The Moonstone                                 | Frank Hall Crane                  | Eugene O'Brien, Elaine Hammerstein                     | Mister            | World Film     |
| The Morals of Marcus                          | Edwin S. Porter, Hugh Ford        | Marie Doro, Ida Darling, Julian L'Estrange             | Comedie           | Paramount      |
| Mortmain                                      | Theodore Marston                  | Robert Edeson, Muriel Ostriche                         | Thriller          | Vitagraph      |
| The Moth and the Flame                        | Sidney Olcott                     | Bradley Barker, Arthur Donaldson                       | Dramă             | Paramount      |
| Mother's Roses                                | Theodore Marston                  | Mary Maurice, James Morrison                           | Dramă             | Vitagraph      |
| Mr. Grex of Monte Carlo                       | Frank Reicher                     | Theodore Roberts, Dorothy Davenport, Carlyle Blackwell | Dramă             | Paramount      |
| Mrs. Plum's Pudding                           | Al Christie                       | Marie Tempest, W. Graham Brown                         | Western Comedie   | Universal      |
| The Mummy and the Humming Bird                | James Durkin                      | Charles Cherry, Arthur Hoops                           | Dramă             | Paramount      |
| My Madonna                                    | Alice Guy                         | Olga Petrova, Albert Howson                            | Dramă             | Metro          |
| The Mister of Room 13                         | George Ridgwell                   | Marc McDermott, Carlton S. King                        | Mister            | Edison         |
| Nearly a Lady                                 | Hobart Bosworth                   | Elsie Janis, Owen Moore                                | Comedie           | Paramount      |
| The Governor                                  | Edgar Lewis                       | William Farnum, Claire Whitney                         | Dramă             | Fox Film       |
| Niobe                                         | Hugh Ford, Edwin S. Porter        | Hazel Dawn, Reginald Denny                             | Comedie           | Paramount      |
| Old Heidelberg                                | John Emerson                      | Wallace Reid, Dorothy Gish, Erich von Stroheim         | Romantic          | Triangle Film  |
| The Old Homestead                             | James Kirkwood, Sr.               | Frank Losee, Creighton Hale, Louise Huff               | Comedie           | Paramount      |
| On Dangerous Paths                            | John H. Collins                   | Viola Dana, Pat O'Malley                               | Dramă             | Edison         |
| On Her Wedding Night                          | George D. Baker                   | Edith Storey, Antonio Moreno, Charles Kent             | Mister            | Vitagraph      |
| On the Night Stage                            | Reginald Barker                   | William S. Hart, Rhea Mitchell                         | Western           | Mutual Film    |
| One Million Dollars                           | John W. Noble                     | William Faversham, George Le Guere                     | Mister            | Metro          |
| Out of the Darkness                           | George Melford                    | Charlotte Walker, Thomas Meighan, Marjorie Daw         | Dramă             | Paramount      |
| The Outlaw's Revenge                          | Christy Cabanne                   | Raoul Walsh, Irene Hunt                                | Dramă             | Mutual Film    |
| Over Night                                    | James Young                       | Vivian Martin, Sam Hardy                               | Comedie           | World Film     |
| The Patriot and the Spy                       | Jack Harvey                       | James Cruze, Marguerite Snow                           | Dramă             | Mutual Film    |
| Peer Gynt                                     | Oscar Apfel, Raoul Walsh          | Cyril Maude, Myrtle Stedman                            | Fantasy           | Paramount      |
| The Penitentes                                | Jack Conway                       | Seena Owen, Paul Gilmore                               | Dramă             | Triangle Film  |
| Pennington's Choice                           | William Bowman                    | Francis X. Bushman, Beverly Bayne                      | Dramă             | Metro          |
| The Pitfall                                   | James W. Horne                    | Marin Sais, Frank Jonasson                             | Dramă             | Kalem          |
| Playing Dead                                  | Sidney Drew                       | Sidney Drew, Donald Hall                               | Dramă             | Vitagraph      |
| The Plunderer                                 | Edgar Lewis                       | William Farnum, Claire Whitney                         | Action            | Fox Film       |
| Poor Schmaltz                                 | Hugh Ford                         | Sam Bernard, Conway Tearle                             | Comedie           | Paramount      |
| The Pretenders                                | Robert G. Vignola                 | Crauford Kent, Marguerite Courtot                      | Comedie           | Kalem          |
| Pretty Mrs. Smith                             | Hobart Bosworth                   | Fritzi Scheff, Owen Moore, Forrest Stanley             | Comedie           | Paramount      |
| The Pretty Sister of Jose                     | Allan Dwan                        | Marguerite Clark, Jack Pickford                        | Romantic          | Paramount      |
| A Price for Folly                             | George D. Baker                   | Edith Storey, Antonio Moreno                           | Dramă             | Vitagraph      |
| The Primrose Path                             | Lawrence Marston                  | Hal Forde, Gladys Hanson                               | Dramă             | Universal      |
| The Prince and the Pauper                     | Edwin S. Porter, Hugh Ford        | Marguerite Clark, Robert Broderick                     | Aventură          | Paramount      |
| Princess Romanoff                             | Frank Powell                      | Nance O'Neil, Stuart Holmes                            | Dramă             | Fox Film       |
| The Puppet Crown                              | George Melford                    | Ina Claire, Carlyle Blackwell                          | Dramă             | Paramount      |
| The Rack                                      | Emile Chautard                    | Alice Brady, Milton Sills                              | Dramă             | World Film     |
| Rags                                          | James Kirkwood Sr.                | Mary Pickford, Marshall Neilan                         | Dramă             | Paramount      |
| The Raven                                     | Charles Brabin                    | Henry Walthall, Harry Dunkinson                        | Biography         | Essanay        |
| The Reform Candidate                          | Frank LLoyd                       | Macklyn Arbuckle, Forrest Stanley, Myrtle Stedman      | Dramă             | Paramount      |
| Regeneration                                  | Raoul Walsh                       | Rockliffe Fellowes, Anna Q. Nilsson                    | Crimă Dramă       | Fox Film       |
| The Rosary                                    | Colin Campbell                    | Kathlyn Williams, Wheeler Oakman                       | Dramă             | Selig          |
| A Royal Family                                | William Nigh                      | Fuller Mellish, Montagu Love                           | Dramă             | Metro          |
| The Rug Maker's Daughter                      | Oscar Apfel                       | Maud Allan, Forrest Stanley, Jane Darwell              | Aventură          | Paramount      |
| The Running Fight                             | James Durkin                      | Violet Heming, Thurlow Bergen                          | Dramă             | Paramount      |
| The Sable Lorcha                              | Lloyd Ingraham                    | Tully Marshall, Thomas Jefferson                       | Thriller          | Triangle       |
| Salvation Nell                                | George E. Middleton               | Beatriz Michelena, William Pike                        | Dramă             | World Film     |
| Samson                                        | Edgar Lewis                       | William Farnum, Edgar L. Davenport                     | Dramă             | Fox Film       |
| Satan Sanderson                               | John W. Noble                     | Orrin Johnson, Irene warfield                          | Dramă             | Metro          |
| Saved from the Harem                          | Wilbert Melville                  | Violet MacMillan, Lee Shumway                          | Aventură          | Lubin          |
| Scandal                                       | Phillips Smalley, Lois Weber      | Rupert Julian, Adele Farrington                        | Dramă             | Universal      |
| The Scarlet Sin                               | Otis Turner                       | Hobart Bosworth, Jane Novak                            | Dramă             | Universal      |
| Sealed Lips                                   | John Ince                         | Arthur Ashley, Mary Charleson                          | Dramă             | World Film     |
| Sealed Valley                                 | Lawrence B. McGill                | Dorothy Donnelly, J. W. Johnson                        | Western           | Metro          |
| The Second in Command                         | William J. Bowman                 | Francis X. Bushman, Marguerite Snow                    | Dramă             | Metro          |
| The Secret Orchard                            | Frank Reicher                     | Cleo Ridgely, Blanche Sweet, Carlyle Blackwell         | Dramă             | Paramount      |
| The Secret Sin                                | Frank Reicher                     | Blanche Sweet, Thomas Meighan, Sessue Hayakawa         | Dramă             | Paramount      |
| The Secretary of Frivolous Affairs            | Tom Ricketts                      | May Allison, Harold Lockwood                           | Romantic          | Mutual Film    |
| The Seven Sisters                             | Sidney Olcott                     | Madge Evans, Marguerite Clark, Conway Tearle           | Romantic          | Paramount      |
| The Shooting of Dan McGrew                    | Herbert Blaché                    | Edmund Breese, Kathryn Adams                           | Dramă             | Metro          |
| Should a Mother Tell                          | J. Gordon Edwards                 | Betty Nansen, Stuart Holmes                            | Dramă             | Fox Film       |
| Should a Wife Forgive?                        | Henry King                        | Lillian Lorraine, Henry King                           | Dramă             | World Film     |
| The Silent Command                            | Robert Z. Leonard                 | Ella Hall, Allan Forrest                               | Mister            | Universal      |
| The Silent Voice                              | William J. Bowman                 | Francis X. Bushman, Marguerite Snow, Helen Dunbar      | Dramă             | Metro          |
| Simon, the Jester                             | Edward José                       | Edwin Arden, Irene warfield, Crauford Kent             | Dramă             | Pathé Exchange |
| Sin                                           | Herbert Brenon                    | Theda Bara, warner Oland                               | Dramă             | Fox Film       |
| The Slim Princess                             | E. H. Calvert                     | Francis X. Bushman, Ruth Stonehouse, Wallace Beery     | Comedie           | Essanay        |
| Snobs                                         | Oscar Apfel                       | Victor Moore, Anita King, Ernest Joy                   | Comedie           | Paramount      |
| Sold                                          | Edwin S. Porter, Hugh Ford,       | Pauline Frederick, Thomas Holding                      | Dramă             | Paramount      |
| A Soldier's Oath                              | Oscar Apfel                       | William Farnum, Dorothy Bernard                        | Dramă             | Fox Film       |
| The Song of Hate                              | J. Gordon Edwards                 | Betty Nansen, Dorothy Bernard                          | Dramă             | Fox Film       |
| The Song of the Wage Slave                    | Herbert Blaché, Alice Guy         | Edmund Breese, Fraunie Fraunholz                       | Dramă             | Metro          |
| The Soul of Broadway                          | Herbert Brenon                    | Valeska Suratt, Jane Lee                               | Dramă             | Fox Film       |
| Still Waters                                  | J. Searle Dawley                  | Marguerite Clark, Robert Broderick                     | Comedie           | Paramount      |
| Stolen Goods                                  | George Melford                    | Blanche Sweet, Cleo Ridgely, House Peters              | Dramă             | Paramount      |
| The Suburban                                  | George Lessey                     | King Baggot, Iva Shepard                               | Dramă             | Universal      |
| Sunday                                        | George W. Lederer                 | Montagu Love, Charles Trowbridge                       | Dramă             | World Film     |
| The Supreme Test                              | Edward LeSaint                    | Henrietta Crosman, Wyndham Standing, Stella Razeto     | Dramă             | Universal      |
| Sweet Alyssum                                 | Colin Campbell                    | Tyrone Power Sr., Kathlyn Williams                     | Dramă             | Selig          |
| Tainted Money                                 | Ulysses Davis                     | Hobart Bosworth, Jane Novak                            | Dramă             | Universal      |
| Temptation                                    | Cecil B. DeMille                  | Geraldine Farrar, Theodore Roberts                     | Dramă             | Paramount      |
| A Texas Steer                                 | Giles warren                      | Tyrone Power Sr., Grace Darmond                        | Comedie           | Selig          |
| The Toast of Death                            | Thomas H. Ince                    | Louise Glaum, Harry Keenan                             | Dramă             | Mutual Film    |
| Trilby                                        | Maurice Tourneur                  | Wilton Lackaye, Clara Kimball Young                    | Dramă             | World Film     |
| The Turn of the Road                          | Tefft Johnson                     | Joseph Kilgour, Naomi Childers                         | Dramă             | Vitagraph      |
| The Two Orphans                               | Herbert Brenon                    | Theda Bara, Saba Raleigh                               | Dramă             | Fox Film       |
| The Unafraid                                  | Cecil B. DeMille                  | Rita Jolivet, House Peters                             | Dramă             | Paramount      |
| Under Southern Skies                          | Lucius Henderson                  | Mary Fuller, Charles Stanton Ogle                      | Dramă             | Universal      |
| The Unfaithful Wife                           | J. Gordon Edwards                 | Genevieve Hamper, Stuart Holmes                        | Dramă             | Fox Film       |
| The Unknown                                   | George Melford                    | Lou Tellegen, Theodore Roberts, Dorothy Davenport      | Dramă             | Paramount      |
| Up from the Depths                            | Paul Powell                       | Gladys Brockwell, Courtenay Foote                      | Dramă             | Mutual Film    |
| The Vampire                                   | Alice Guy                         | Olga Petrova, Vernon Steele                            | Dramă             | Metro          |
| The Vanderhoff Affair                         | Robert G. Vignola                 | Hal Forde, Marguerite Courtot                          | Mister            | Kalem          |
| Vanity Fair                                   | Charles Brabin                    | Shirley Mason, Minnie Maddern Fiske, William Wadsworth | Dramă             | Edison         |
| Via Wireless                                  | George Fitzmaurice                | Bruce McRae, Gail Kane                                 | Dramă             | Pathé Exchange |
| The Voice in the Fog                          | J. P. McGowan                     | Donald Brian, Adda Gleason                             | Mister            | Paramount      |
| The warrens of Virginia                       | Cecil B. DeMille                  | Blanche Sweet, James Neill                             | Dramă             | Paramount      |
| What Happened to Father?                      | C.J. Williams                     | Frank Daniels, Anna Laughlin                           | Comedie           | Vitagraph      |
| The Wheels of Justice                         | Theodore Marston                  | Dorothy Kelly, James W. Morrison, Eulalie Jensen       | Crimă             | Vitagraph      |
| When It Strikes Home                          | Perry N. Vekroff                  | Edwin August, Muriel Ostriche                          | Dramă             | World Film     |
| When We Were Twenty-One                       | Hugh Ford, Edwin S. Porter        | William Elliott, Charles Waldron                       | Comedie           | Paramount      |
| The White Pearl                               | Edwin S. Porter, Hugh Ford        | Marie Doro, Thomas Holding                             | Aventură          | Paramount      |
| The White Scar                                | Ulysses Davis                     | Hobart Bosworth, Anna Lehr                             | Aventură          | Universal      |
| The White Sister                              | Fred E. Wright                    | Viola Allen, Richard Travers                           | Dramă             | Essanay        |
| The White Terror                              | Stuart Paton                      | Hobart Henley, Frances Nelson                          | Dramă             | Universal      |
| Who Killed Joe Merrion?                       | Tefft Johnson                     | Joseph Kilgour, S. Rankin Drew                         | Dramă             | Vitagraph      |
| The Wild Goose Chase                          | Cecil B. DeMille                  | Ina Claire, Lucien Littlefield                         | Comedie Dramă     | Paramount      |
| The Wild Olive                                | Oscar Apfel                       | Myrtle Stedman, Forrest Stanley, Edmund Lowe           | Dramă             | Paramount      |
| Wildfire                                      | Edwin Middleton                   | Lionel Barrymore, Lillian Russell                      | Dramă             | World Film     |
| The Winged Idol                               | Scott Sidney                      | House Peters, Clara Williams                           | Dramă             | Triangle Film  |
| The Wolf of Debt                              | Jack Harvey                       | Violet Mersereau, William Garwood                      | Dramă             | Universal      |
| The Woman                                     | George Melford                    | Theodore Roberts, Ernest Joy, Raymond Hatton           | Dramă             | Paramount      |
| The Woman Pays                                | Edgar Jones                       | John Bowers, Valli Valli                               | Dramă             | Metro          |
| A Woman's Past                                | Frank Powell                      | Alfred Hickman, Nance O'Neil                           | Dramă             | Fox Film       |
| A Woman's Resurrection                        | J. Gordon Edwards                 | Betty Nansen, Mathilde Brundage, Stuart Holmes         | Dramă             | Fox Film       |
| The Wonderful Aventură                        | Frederick A. Thomson              | William Farnum, Mary Martin                            | Dramă             | Fox Film       |
| Wormwood                                      | Marshall Farnum                   | John St. Polis, Mathilde Brundage                      | Dramă             | Fox Film       |
| A Yankee from the West                        | George Siegmann                   | Wallace Reid, Seena Owen                               | Dramă             | Mutual Film    |
| The Yankee Girl                               | Jack J. Clark                     | Blanche Ring, Forrest Stanley, Herbert Standing        | Comedie           | Paramount      |
| A Yellow Streak                               | William Nigh                      | Lionel Barrymore, Irene Howley                         | Dramă             | Metro          |
| Young Romantic                                | George Melford                    | Edith Taliaferro, Tom Forman                           | Romantic          | Paramount      |
| Zaza                                          | Edwin S. Porter, Hugh Ford        | Pauline Frederick, Julian L'Estrange                   | Dramă             | Paramount      |

## Filme seriale
| Titlu     | Regizor        | Distribuție                               | Gen | Note        |
| --------- | -------------- | ----------------------------------------- | --- | ----------- |
| Stingaree | James W. Horne | True Boardman, Marin Sais, Frank Jonasson |     | [ 4 ] [ 5 ] |

## Scurtmetraje
| Titlu                                                     | Regizor                         | Distribuție                                | Gen     | Note                                                                             |
| --------------------------------------------------------- | ------------------------------- | ------------------------------------------ | ------- | -------------------------------------------------------------------------------- |
| After the Storm                                           | B. Reeves Eason                 | Vivian Rich, Harry von Meter               |         |                                                                                  |
| The Assayer of Lone Gap                                   | B. Reeves Eason                 | Perry Banks, Louise Lester                 |         |                                                                                  |
| Auntie's Portrait                                         | George D. Baker                 | Sidney Drew, Ethel Lee                     | Comedie |                                                                                  |
| The Barren Gain                                           | B. Reeves Eason                 | Charlotte Burton                           | Dramă   |                                                                                  |
| Beyond His Fondest Hopes                                  | Hal Roach                       | Harold Lloyd                               | Comedie |                                                                                  |
| The Blot on the Shield                                    | B. Reeves Eason                 | Dick La Reno, Vivian Rich                  |         |                                                                                  |
| The Bluffers                                              | B. Reeves Eason                 | Vivian Rich, Gayne Whitman                 |         |                                                                                  |
| Bughouse Bellhops                                         | Hal Roach                       | Harold Lloyd                               | Comedie |                                                                                  |
| Burlesque on Carmen (Charlot în „Carmen”)                 | Charles Chaplin                 | Charles Chaplin, Edna Purviance            | Comedie |                                                                                  |
| The Champion (Charlot boxer)                              | Charles Chaplin                 | Charles Chaplin                            | Comedie |                                                                                  |
| Close-Cropped Clippings                                   | Hal Roach                       | Harold Lloyd                               | Comedie |                                                                                  |
| Competition                                               | B. Reeves Eason                 | Charlotte Burton                           |         | Debut regizoral al lui Eason                                                     |
| Court House Crooks                                        |                                 | Ford Sterling, Charles Arling              | Comedie | Harold Lloyd apare într-un rol nemenționat                                       |
| The Day of Reckoning                                      | B. Reeves Eason                 | Vivian Rich, David Lythgoe                 | Dramă   |                                                                                  |
| Dirty Work in a Laundry                                   | Ford Sterling                   | Ford Sterling, Minta Durfee                | Comedie | Relansat în 1918 ca The Desperate Scoundrel                                      |
| Drawing the Line                                          | B. Reeves Eason                 | Lillian Buckingham                         | Dramă   |                                                                                  |
| The Exile of Bar-K Ranch                                  | B. Reeves Eason                 | Jack Richardson                            | Western |                                                                                  |
| Fatty's Tintype Tangle                                    | Fatty Arbuckle                  | Fatty Arbuckle                             | Comedie |                                                                                  |
| A Foozle at the Tee Party                                 | Hal Roach                       | Harold Lloyd                               | Comedie |                                                                                  |
| From Italy's Shores                                       | Otis Turner                     | Harold Lloyd                               | Comedie |                                                                                  |
| Fresh from the Farm                                       | Hal Roach                       | Harold Lloyd                               | Comedie |                                                                                  |
| A Good Business Deal                                      | B. Reeves Eason                 | Jack Richardson                            |         |                                                                                  |
| Giving Them Fits                                          | Hal Roach                       | Harold Lloyd                               | Comedie | Primul film al lui Lloyd în care face echipă cu Snub Pollard și Bebe Daniels     |
| Great While It Lasted                                     | Hal Roach                       | Harold Lloyd                               | Comedie |                                                                                  |
| Hearts in Shadow                                          | B. Reeves Eason                 | Louise Lester                              |         |                                                                                  |
| His New Job                                               | Charlie Chaplin                 | Charlie Chaplin, Ben Turpin                | Comedie |                                                                                  |
| The Honor of the District Attorney                        | B. Reeves Eason                 | Vivian Rich                                | Dramă   |                                                                                  |
| The Hungry Actors                                         | Hal Roach                       | Harold Lloyd                               | Comedie |                                                                                  |
| In The Park                                               | Charlie Chaplin                 | Charlie Chaplin, Leo White, Edna Purviance | Comedie |                                                                                  |
| In Trust                                                  | B. Reeves Eason                 | Bessie Banks, Perry Banks                  |         |                                                                                  |
| Just Nuts                                                 | Hal Roach                       | Harold Lloyd                               | Comedie |                                                                                  |
| The Little Lady Next Door                                 | B. Reeves Eason                 | Perry Banks, Louise Lester                 |         |                                                                                  |
| Lonesome Luke, Social Gangster                            | J. Farrell MacDonald, Hal Roach | Harold Lloyd                               | Comedie |                                                                                  |
| Love, Loot and Crash                                      | Mack Sennett                    | Charley Chase, Dora Rodgers                | Comedie |                                                                                  |
| Mabel and Fatty Viewing the World's Fair at San Francisco | Mabel Normand Roscoe Arbuckle   | Mabel Normand, Fatty Arbuckle              |         | Dcumentar                                                                        |
| The Man from Texas                                        | Tom Mix                         | Tom Mix                                    | Western |                                                                                  |
| A Mixup for Mazie                                         | Hal Roach                       | Harold Lloyd                               | Comedie |                                                                                  |
| Mountain Mary                                             | B. Reeves Eason                 | Louise Lester                              |         |                                                                                  |
| The Newer Way                                             | B. Reeves Eason                 | Joseph Galbraith                           |         |                                                                                  |
| Peculiar Patients' Pranks                                 | Hal Roach                       | Harold Lloyd                               | Comedie | Considerat pierdut, a fost găsit în Australia la National Film and Sound Archive |
| Pete, the Pedal Polisher                                  | Hal Roach                       | Harold Lloyd                               | Comedie |                                                                                  |
| The Poet of the Peaks                                     | B. Reeves Eason                 | Louise Lester                              |         |                                                                                  |
| Pool Sharks                                               | Edwin Middleton                 | W. C. Fields                               | Comedie | Prima apariție pe marele ecran a lui W. C. Fields                                |
| Profit from Loss                                          | B. Reeves Eason                 | Vivian Rich                                |         |                                                                                  |
| A Question of Honor                                       | B. Reeves Eason                 | Jack Richardson                            |         |                                                                                  |
| Ragtime Snap Shots                                        | Hal Roach                       | Harold Lloyd                               |         |                                                                                  |
| The Ring of Destiny                                       | Cleo Madison                    | Cleo Madison, Hoot Gibson                  | Western |                                                                                  |
| Ruses, Rhymes and Roughnecks                              | Hal Roach                       | Harold Lloyd                               |         |                                                                                  |
| She Walketh Alone                                         | B. Reeves Eason                 |                                            |         |                                                                                  |
| The Silver Lining                                         | B. Reeves Eason                 | Gayne Whitman, Vivian Rich                 |         |                                                                                  |
| A Small Town Girl                                         | Allan Dwan                      | Pauline Bush, William Lloyd, Lon Chaney    | Dramă   |                                                                                  |
| The Smuggler's Cave                                       | B. Reeves Eason                 | Jack Richardson                            | Dramă   |                                                                                  |
| The Solution to the Mister                                | B. Reeves Eason                 | Vivian Rich                                |         |                                                                                  |
| Some Baby                                                 | Hal Roach                       | Harold Lloyd                               |         |                                                                                  |
| The Spirit of Aventură                                    | B. Reeves Eason                 | Jack Richardson                            |         |                                                                                  |
| Spit-Ball Sadie                                           | Hal Roach                       | Harold Lloyd                               |         | Prima apariție a personajului lui Lloyd - "Lonesome Luke"                        |
| A Submarine Pirate                                        | Charles Avery Syd Chaplin       | Syd Chaplin, Wesley Ruggles                | Comedie |                                                                                  |
| The Substitute Minister                                   | B. Reeves Eason                 | Vivian Rich                                |         |                                                                                  |
| Terribly Stuck Up                                         | Hal Roach                       | Harold Lloyd                               | Comedie |                                                                                  |
| Their Social Splash                                       | Charles Avery                   | Slim Summerville, Harold Lloyd             | Comedie |                                                                                  |
| Tinkering with Trouble                                    | Hal Roach                       | Harold Lloyd, Snub Pollard                 | Comedie |                                                                                  |
| To Melody a Soul Responds                                 | B. Reeves Eason                 | Ashton Dearholt                            |         |                                                                                  |
| To Rent Furnished                                         | B. Reeves Eason                 | Bessie Banks                               |         |                                                                                  |
| The Tramp                                                 | Charles Chaplin                 | Charles Chaplin                            | Comedie |                                                                                  |
| The Wasp                                                  | B. Reeves Eason                 | Vivian Rich                                |         |                                                                                  |
| Willie Runs the Park                                      | Hal Roach                       | Harold Lloyd, Jane Novak                   | Comedie |                                                                                  |
| Work                                                      | Charlie Chaplin                 | Charles Chaplin, Edna Purviance            | Comedie |                                                                                  |